# Yecla (Stadt)
Yecla ist eine südostspanische Stadt mit 35.957 Einwohnern (Stand: 2024) im Norden der Provinz Murcia in der gleichnamigen autonomen Region Murcia. 

## Lage
Yecla liegt ca. 86 km (Fahrtstrecke) nördlich der Stadt Murcia und 60 km (Luftlinie) vom Mittelmeer entfernt in einer Höhe von ca. 600 m Das Klima im Winter ist gemäßigt, im Sommer dagegen warm bis heiß; die geringen Niederschlagsmengen (ca. 410 mm/Jahr) fallen – mit Ausnahme der nahezu regenlosen Sommermonate – verteilt übers ganze Jahr.
Innerhalb der Gemeindefläche liegt das Weingebiet Yecla.

## Bevölkerungsentwicklung
| Jahr      | 1857   | 1900   | 1950   | 2000   | 2019   |
| Einwohner | 11.669 | 18.743 | 24.046 | 29.319 | 34.432 |

Die kontinuierliche Bevölkerungsanstieg ist im Wesentlichen auf die immer noch anhaltende Zuwanderung aus dem ländlichen Umland zurückzuführen.

## Wirtschaft
Yecla liegt in der ländlichen Zone der Provinz Murcia; es werden hauptsächlich Getreide, Mandeln, Oliven und Wein angebaut. Auch die Viehzucht spielt eine nicht unbedeutende Rolle. Im Ort selbst haben sich Kleinhändler, Handwerker und Dienstleistungsbetriebe aller Art angesiedelt.

## Geschichte
Die ältesten Fundstücke, die die Anwesenheit des Menschen in der Region bezeugen, werden in die Zeit vor ca. 30.000 Jahren datiert; beim 1068 m hohen Monte Arabí finden sich jungsteinzeitliche Felsmalereien. Auch iberische Funde wurden gemacht, und aus der Römerzeit stammen die Ruinen von insgesamt fünf Landgütern (villae rusticae). 
Westgotische Funde fehlen. In den Jahren nach 711 wurde die Gegend von den Mauren überrannt, doch entstand die erste dauerhafte Siedlung auf dem Burgberg mit Namen Yakka erst im 11. Jahrhundert. Nach der Rückeroberung (reconquista) der Region durch kastilisch Truppen unter Alfons X. im Jahr 1243 wurde das quasi unabhängige Taifa-Königreich Murcia in ein christliches Königreich umgewandelt, welches jedoch eng mit der Krone von Kastilien verflochten war. In dieser Zeit bildete sich eine neue Ansiedlung am Fuß der Berge, die den Namen Yecla erhielt.

## Sehenswürdigkeiten

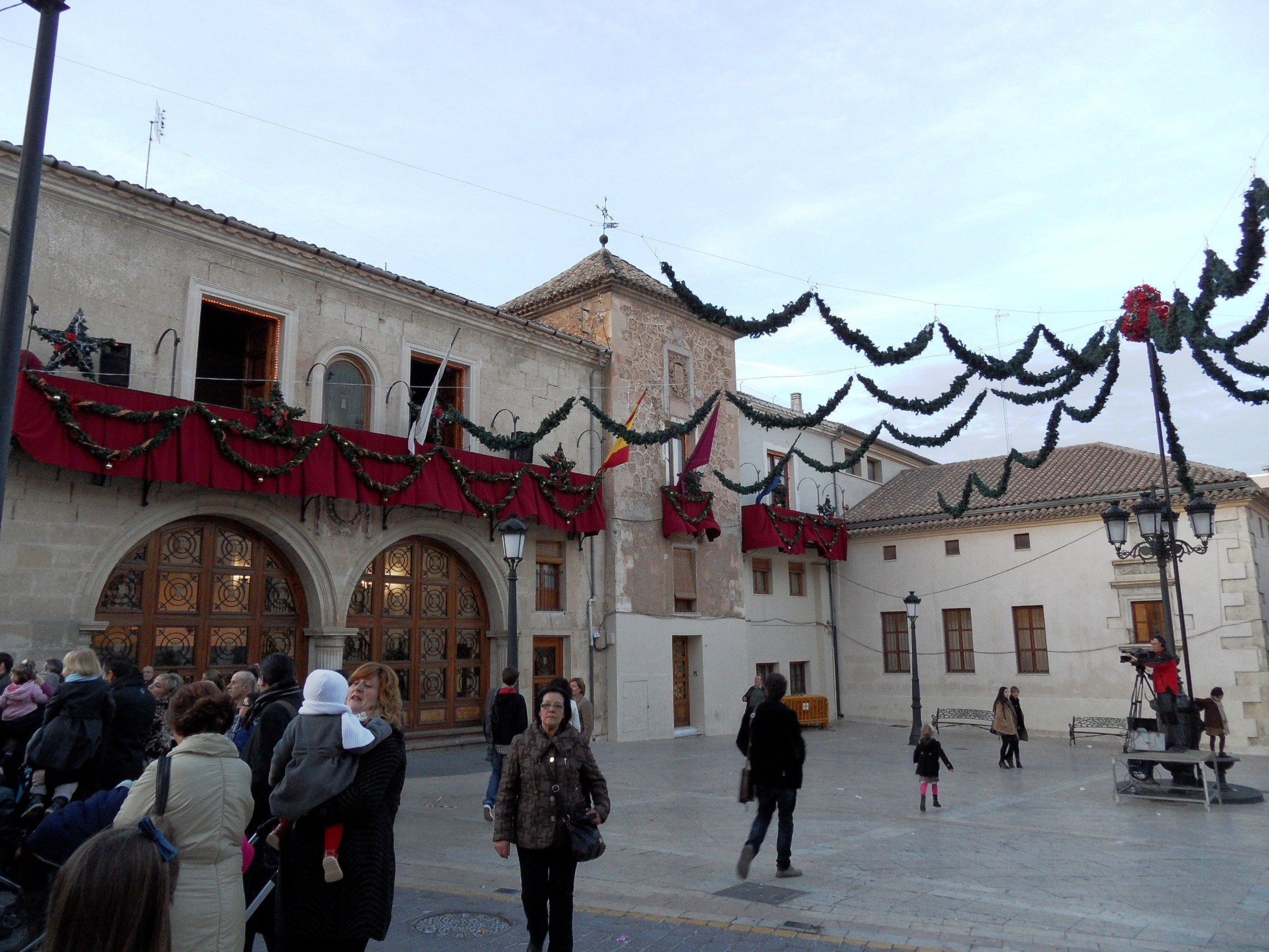
Rathaus (ayuntamiento) an der Plaza Mayor

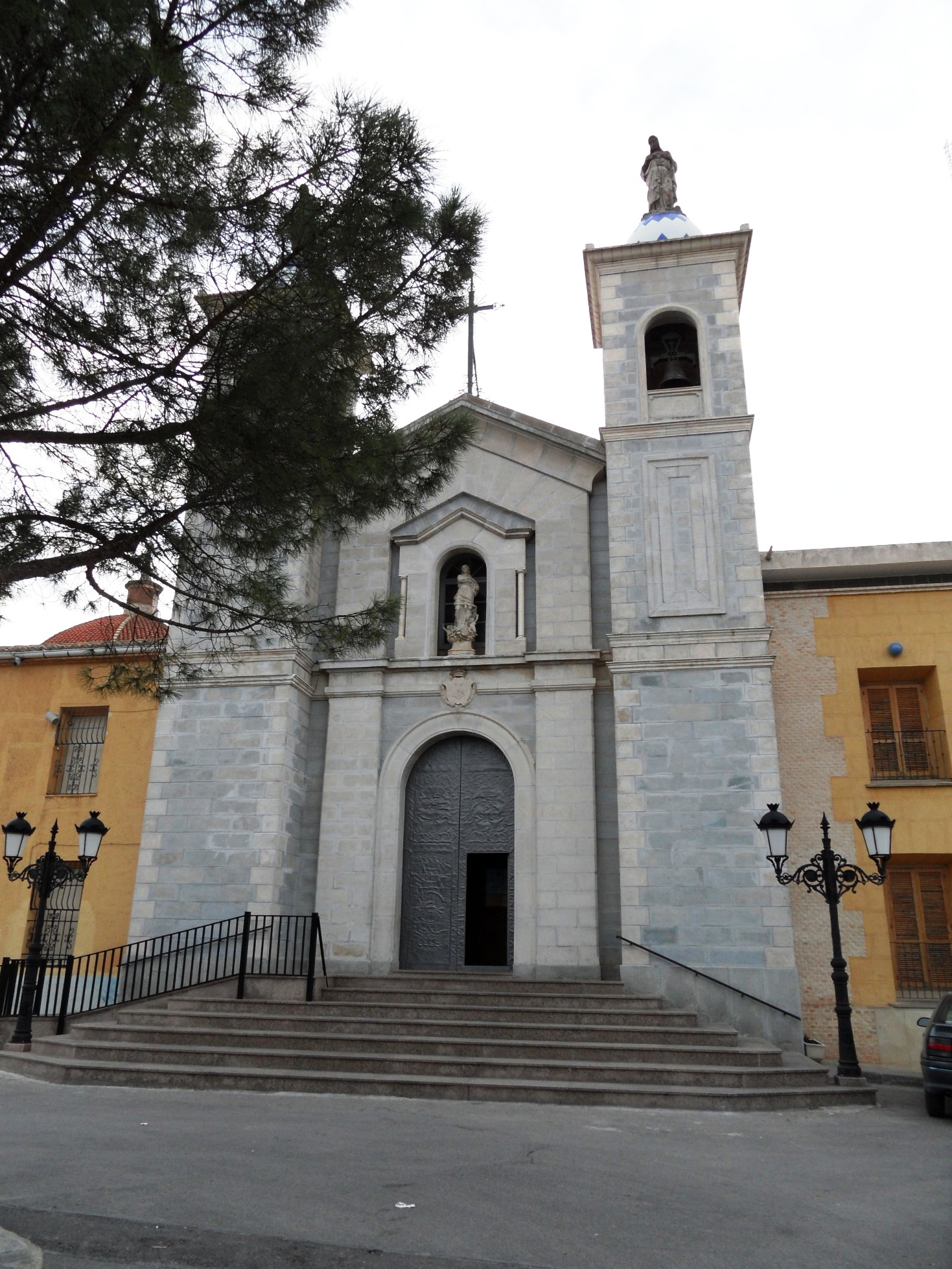
Santuario del Castillo

- Die Plaza Mayor bildet das Zentrum der Stadt; an ihr befinden sich mehrere historische Gebäude aus dem 16. Jahrhundert – die Casa Consistorial (heute Rathaus), die Casa de los Alarcos, der alte Getreidespeicher (posito), die Börse (lonja) mit einem Uhrturm (torre de reloj) und die Parroquía de la  Asunción.
- Die Iglesia de San Roque ist die älteste Kirche der Stadt (um 1560); das Kirchenschiff wird von einem offenen Dachstuhl bedeckt.
- Die Iglesia de San Francisco gehörte zum Franziskanerkonvent und wurde in der Zeit um 1600 erbaut; der teilweise in die Fassade integrierte Glockengiebel (espadaña) ist außergewöhnlich. Die angeschlossene Capilla de la Virgen de las Angustias entstand ca. 100 Jahre später und gilt als ein Schmuckstück spätbarocker Gestaltungsfreude; sie verfügt über einen Camarín. Die Pietà-Figur der Virgen de las Angustias befindet sich heute in der Basílica de La Purísima Concepción.[5][6][7]
- Mit dem Bau der Basílica de la Purísima Concepción wurde im Jahr 1775 begonnen; ihre Fertigstellung erfolgte jedoch erst im Jahr 1868. Ihre auf einem runden, durchfensterten  Tambour ruhende Kuppel ist wegen ihres blauweißen Streifenmusters weithin sichtbar. In einer Kapelle befindet sich die Skulpturengruppe der Virgen de las Angustias von Francisco Salzillo (1764).[8]
- Die Iglesia del Hospitalico gehörte zu ehemaligen Hospital der Stadt.[9]
- Das Teatro Concha Segura entstand in den 80er Jahren des 19. Jahrhunderts an der Stelle des ehemaligen städtischen Brothauses.[10]
- Das sehenswerte Museo Arqueológico präsentiert vorgeschichtliche, iberische, römische und mittelalterliche Funde.[11]

Umgebung
- Von der mittelalterlichen Siedlung auf dem Festungsberg sind nur einige wenige Mauerreste erhalten.[12]
- In der Nähe befindet sich die zweitürmige Kirche des Santuario del Castillo aus dem 19. Jahrhundert.
- An der ca. 3 km östlich von Yecla gelegenen Ausgrabungsstätte von Los Torrejones sind die Fundamente der römischen villa gut erkennbar. Auch Reste von Mosaiken wurden freigelegt. Das Gelände war auch in der almohadischen Zeit bewohnt.[13]

## Persönlichkeiten
- Ginés Andrés de Aguirre (1727–1795), Maler
- María José Martínez Sánchez (* 1982), Tennisspielerin
- Eva Navarro (* 2001), Fußballspielerin